# エリエット・アベカシス
エリエット・アベカシス（Éliette Abécassis, 1969年1月27日 - ）は、ユダヤ系フランス人の小説家。
フランスカーンで哲学の教授を務めている。
1969年、フランスストラスブール生まれ。

## 主な作品
- Qumran（『クムラン』） (1996)
- L'Or et la cendre（『黄金と灰』） (1997)
- Petite Métaphysique du meurtre (1998)
- La Répudiée (2000)
- Le Trésor du temple（『クムラン蘇る神殿』） (2001)
- Mon père (2002)
- Clandestin (2003)
- La Dernière Tribu (2004)
- Un heureux événement (2005)
- Le Corset invisible (2007)
- Mère et fille, un roman (2008)
- Sépharade (2009)
- Le Messager (2009)

## 日本語訳された作品
- 『クムラン』、鈴木敏弘訳、角川書店、1997年
- 『黄金と灰』、鈴木敏弘訳、角川書店、1999年
- 『クムラン蘇る神殿』、鈴木敏弘訳、角川書店、2002年